# Karaops keithlongbottomi
Espèce
Karaops keithlongbottomi est une espèce d'araignées aranéomorphes de la famille des Selenopidae.

## Distribution
Cette espèce est endémique du Kimberley en Australie-Occidentale,. Elle se rencontre vers la Drysdale River.

## Description
La carapace du mâle holotype mesure 3,33 mm de long sur 3,64 mm.

## Étymologie
Cette espèce est nommée en l'honneur de Keith Longbottom.

## Publication originale
- Crews & Harvey, 2011 : The spider family Selenopidae (Arachnida, Araneae) in Australasia and the Oriental region. ZooKeys, no 99, p. 1-103 (texte intégral).